# Boarmia nebetta
Boarmia nebetta är en fjärilsart som beskrevs av Dyar 1916. Boarmia nebetta ingår i släktet Boarmia och familjen mätare. Inga underarter finns listade i Catalogue of Life.